# Spring Airlines Japan
Spring Airlines Japan Co., Ltd. (japanisch 春秋航空日本株式会社 Shunjū Kōkū Nihon kabushiki-gaisha, kurz Spring Japan) ist eine japanische Billigfluggesellschaft mit Sitz in Narita und Basis auf dem Flughafen Tokio-Narita. Sie ist ein Joint Venture der Japan Airlines sowie der chinesischen Spring Airlines.

## Geschichte
Die chinesische Spring Airlines kündigte 2011 an, dass sie eine Tochtergesellschaft in Japan gründen wolle und wäre damit die erste chinesische Fluggesellschaft sei, die dies tut. Spring musste einen oder mehrere lokale Partner finden, da die japanische Gesetzgebung ihre Investitionen auf eine Minderheitsbeteiligung beschränkte. Bei ihrer Gründung gehörte die Fluggesellschaft zu 33 % Spring Airlines, während der Rest von verschiedenen japanischen Investoren gehalten wurde. Heute befindet sich die Fluggesellschaft mehrheitlich im Besitz und unter der Kontrolle von Japan Airlines.
Die Fluggesellschaft erhielt am 17. Dezember 2013 ein Luftverkehrsbetreiberzeugnis (AOC), nachdem sie im September 2013 mit einem Eigenkapital von 1,5 Milliarden Yen angemeldet worden war, von denen Spring Airlines 33 % investierte. Der Rest des Kapitals der Fluggesellschaft wurde unter anderem von japanischen Finanzinstituten, IT-Unternehmen und Handelsgesellschaften bereitgestellt. Es war geplant, vor Aufnahme des Flugbetriebs weitere 4,5 Mrd. Yen an Kapital aufzubringen. Das japanische Reisebüro JTB kündigte im März 2014 an, in Spring Airlines Japan zu investieren und eine Partnerschaft mit der Fluggesellschaft einzugehen, um Japan-Reisepakete für chinesische Kunden anzubieten.

## Flugziele
Spring Airlines Japan bietet von ihrer Basis Tokio-Narita Billigflüge innerhalb Japans sowie in die Volksrepublik China an.

## Flotte

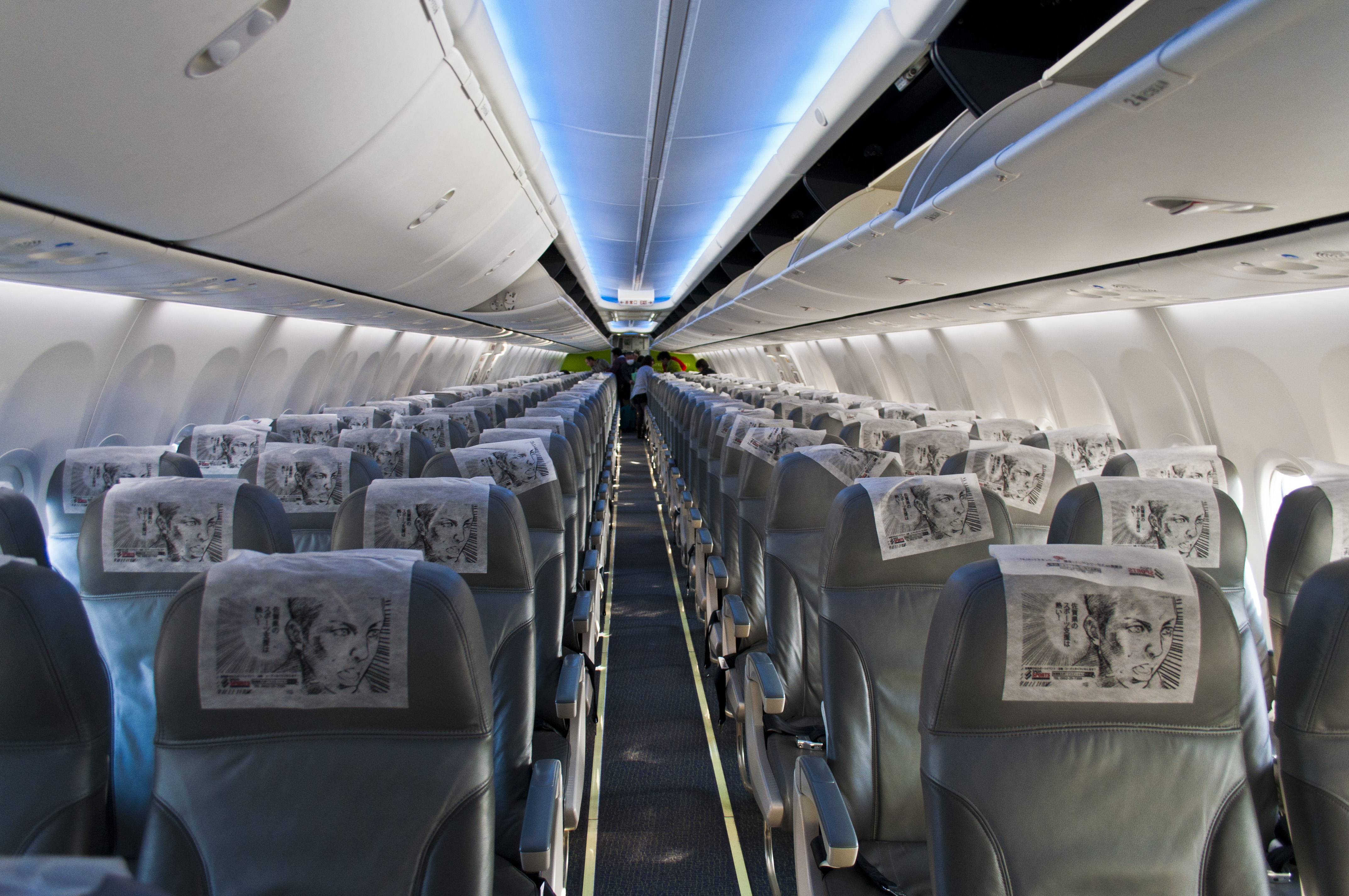
Kabine einer Boeing 737-800 der Spring Airlines Japan

Mit Stand August 2024 besteht die Flotte der Spring Airlines Japan aus neun Flugzeugen mit einem Durchschnittsalter von 10,8 Jahren:
| Flugzeugtyp    | Anzahl | bestellt | Anmerkungen                | Sitzplätze | Durchschnittsalter |
| -------------- | ------ | -------- | -------------------------- | ---------- | ------------------ |
| Airbus A321P2F | 3      |          | betrieben für Yamato Un’yu | Cargo      | 14,1 Jahre         |
| Boeing 737-800 | 6      |          | mit Winglets ausgestattet  | 189        | 9,1 Jahre          |
| Gesamt         | 9      | –        |                            |            | 10,8 Jahre         |